# رادوسلاف کاووژنی
رادوسلاف کاووژنی (لهستانی: Radosław Kałużny؛ زادهٔ ۲ فوریهٔ ۱۹۷۴) بازیکن فوتبال بازتشسته اهل لهستان است.
وی همچنین در تیم ملی فوتبال لهستان بازی کرده و عضو این تیم در جام جهانی فوتبال ۲۰۰۲ بوده است.